# Referéndum sobre la Constitución Europea en Francia
El referéndum sobre el Tratado que establece una Constitución para Europa se celebró en Francia el 29 de mayo de 2005, para consultar a los ciudadanos si Francia debía ratificar dicha Constitución de la Unión Europea. El resultado fue una victoria del No con el 54% de los votantes en contra y una participación del 69%. Los partidarios del "sí" se benefician del 71 % de las intervenciones en los medios de comunicación televisivos entre el 1 de enero y el 31 de marzo

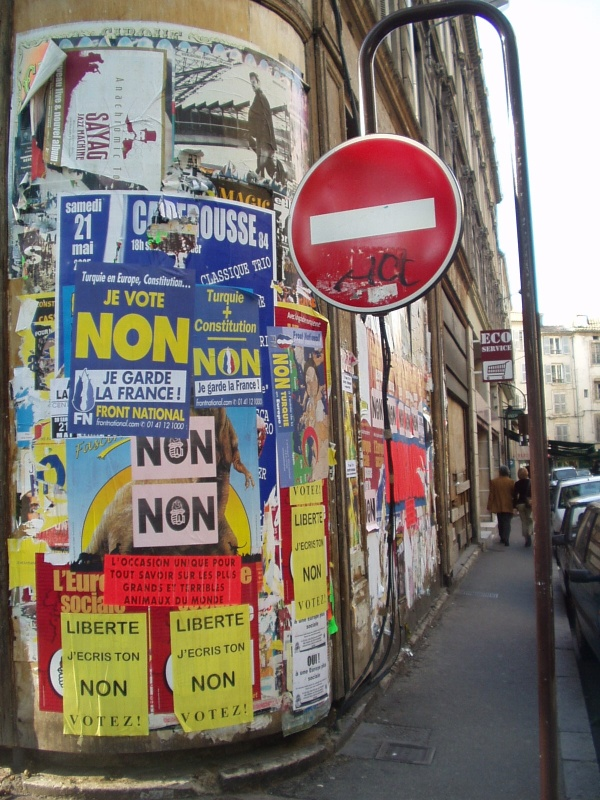
Carteles pidiendo el "no".

## Resultado
| Resultados Definitivos: |            |        |
| Votos emitidos          | 28 988 300 | 69.37% |
| Abstenciones            | 12 800 902 | 30.63% |
| Censo                   | 41 789 202 | 100%   |
| de los votos emitidos:  |            |        |
| Votos válidos           | 28 257 778 | 97.48% |
| Votos nulos o blancos   | 730 522    | 2.52%  |
| Total                   | 28 988 300 | 69,37% |
| entre sí y no:          |            |        |
| Sí                      | 12 808 270 | 45.33% |
| No                      | 15 449 508 | 54.67% |
| Total                   | 28 257 778 |        |

## Consecuencias del NO
Dos días después de que Francia votara no a la Constitución Europea, Países Bajos también la rechazó mayoritariamente en referéndum. Tal y como se preveía, el Tratado de Niza, del año 2000 y en vigor desde 2003, se convirtió en la regla de funcionamiento de la Unión Europea desde noviembre de 2006. 
La principal consecuencia del rechazo a la Constitución fue la elaboración del Tratado de Lisboa, preparado en conferencia intergubernamental en 2007, para recoger los principales elementos de la fallida Constitución Europea. 